# Renata Gomes
Renata Gomes (Pousa, 1985) é uma especialista cardiovascular portuguesa, que tem focado o seu trabalho de investigação no uso de aplicações de biologia molecular, imagem e nanotecnologia para fins de regeneração. 

## Percurso
Renata Gomes nasceu na freguesia de Pousa, no concelho de Barcelos (Portugal).   Quando tinha idade para frequentar a escola primária, emigrou para Paris e aos doze anos foi com a mãe e as duas irmãs para Londres. 
A vontade de ser médica surgiu cedo, com três anos anunciou que queria ser médica após ter sido operada à apendicite. Mais tarde o facto de ter um tio que era médico forense em Braga, no Instituto de Medicina Legal da Universidade do Minho, também a influenciou. 
Estudou no Reino Unido, onde se  diplomou em Medicina Forense e Ciências Forenses na Universidade de Bradford. Continuou a estudar Bioquímica e Medicina Cardiovascular na University College London e obteve um doutoramento em Regeneração Cardiovascular  e Nanotecnologia na Universidade de Coimbra, em parceria com a Universidade de Oxford . O seu trabalho sobre  a contribuição de uma nanopartícula para a regeneração cardiovascular, deu-lhe o segundo lugar no concurso Science-Image 2012 organizado pela British Heart Foundation. 
Entre as pessoas com quem ela trabalhou encontra-se o vencedor do Prémio Nobel, Oliver Smithies. Começou a fazer investigação com a professora Karin Schallreuter. 
Foi enquanto trabalhava com o cientista Lino Ferreira, do Centro de Neurociências e Biologia Celular da Universidade de Coimbra, que teve a ideia de aliar a tecnologia das células estaminais à nanotecnologia. A pesquisa ocorreu entre 2008 e 2012 e pós a publicação dos resultados, ganhou o prémio Science, Engineering and Technology for Britain 2012, atribuído anualmente pelo Parlamento Britânico a jovens cientistas.
Em 2014, foi convidada para participar dos Encontros do Prémio Nobel de Lindau, que promovem encontros entre vencedores do Prémio Nobel e jovens cientistas. 
Parte do seu tempo é dedicado à comunidade e a causas humanitárias. Apadrinha a Rede de Pequenos Cientistas, sediada em Barcelos, cujo objectivo é promover a curiosidade científica entre os jovens. 
O facto de ter tido um cancro, não a impediu de correr na Maratona de Londres para arrecadar fundos para a British Heart Foundation. 
Durante uma visita a Israel, contribuiu para uma campanha de vacinação entre os beduínos . Em Israel conheceu o jornalista israelita de ascendência portuguesa Henrique Cymerman, com quem decidiu criar grupo de trabalho a que deram o nome de Knowledge for the Benefit of Mankind, que reúne líderes religiosos de várias religiões, pensadores e jovens influentes, com objectivo de encontrar soluções realistas a favor da paz mundial. 
No Royal College of Physicians, ocupou o cargo de Directora de Pesquisa e Inovação, na secção dos Veteranos Cegos do Exército Britânico, procurando encontrar soluções de medicina regenerativa que os beneficiassem. Em 2020, passou a Directora Científica do mesmo. 

## Prémios e Reconhecimento
2011 - British Heart Foundation premiou-a pelo projecto Mending Broken Hearts (remendar corações partidos) 
2012 - Obteve o segundo lugar no concurso Science-Image 2012 organizado pela British Heart Foundation 
2012 - Ganhou o prémio Science, Engineering and Technology for Britain
2014 - Foi convidada por Oliver Smithies, vencedor do Prémio Nobel, a participar no 64th Lindau Nobel Laureate Meeting que decorreu nesse ano 
2013 -  O Rotary Clube de Barcelos distinguiu-a com o título de Profissional do Ano 
2020 - Foi condecorada Freeman da City of London pelo governo britânico 

## Ligações Externas
- Mending Broken Hearts | Renata Gomes | TEDxAveiro